# 游佐
游佐（1433年—？），字汝弼，廣東廣州府南海縣人，明朝政治人物。進士出身。

## 生平
廣東鄉試第十三名。成化二年（1466年）丙戌科會試第二百五十九名，殿試登進士第三甲第十九名。成化十年（1474年）任廣西南寧府知府。

## 家族
曾祖游文瑞。祖父游與賢。父游迪。